# Farkashegyi repülőtér
A Farkashegyi repülőtér Budakeszitől 3 km-re délre a Budakeszi-medencében elhelyezkedő sportrepülőtér. Magyarország egyik első vitorlázó repülőtere. Három repülőklubnak is otthont ad, az egyik az Aeroklub Farkashegy, a másik a MÁV repülőklub, és a harmadik a Kék Ég Repülő Sportegyesület. A repülőtéren jelenleg sport célú vitorlázó és motoros repülés zajlik.

## További adatok
- Hossz: 1000 m
- Szélesség: 200 m
- Tengerszint feletti magasság: 215 m
- Hívójel: Farkashegy INFO
- Frekvencia: 125,610 Mhz

## Története
A Farkashegy-katlanban 1929-től kezdve szálltak fel vitorlázó repülők. Ekkoriban még "csúzlival" indították a repülőgépeket, és mivel a hegygerinc merőleges az uralkodó szélirányra, így a felszálló levegőben hosszan lehetett siklani. Az indítás a hegy tetejéről történt, így oda kellett visszaszállítani a repülőgépeket.
A későbbiek folyamán a technika fejlődött, így már csörlővel vagy motoros vontatóval is fel lehetett szállni a vitorlázó gépekkel. A repülőtér ekkor, 1952-ben költözött le a hegy tetejéről a völgybe, ahol ekkor még csak egy szántóföld terült el. A kezdeti számos repülőklubból végül csak kettő maradt, az 1930-tól létező MÁV Repülőklub és az 1942-ben alapított Aeroklub Farkashegy (kezdetben Weiss Manfréd Repülőklub, majd Csepel Repülőklub). Ez a két klub fejlesztette és üzemeltette a repülőteret: elegyengették a talajt, bevezették a villanyt, felépítették a hangárt és az üzemanyagtöltő állomást is.
Az 1980-as években több nemzetközi repülőtalálkozónak is otthont adott. A repülőtér területén négy hangár és egy tankoló állomás is áll. Több oldtimer gép is pihen a repülőtér területén.